# Allosaurus
Allosaurus (annan ödla) är ett släkte theropoder som var 8,5 meter långa men, kunde kanske bli upp till 12 meter långa, av vilket den skräckinjagande skallen utgjorde 75 cm av längden. Den levde under senare delen av Juraperioden, för mellan 155 och 145 miljoner år sedan, och var det vanligaste stora rovdjuret i dagens Nordamerika. Man har också påträffat den i Europa. Den delade omgivningen med flera släkten av gigantiska sauropoder som till exempel Apatosaurus, Diplodocus och Camarasaurus, jämte andra stora herbivorer som Stegosaurus och Camptosaurus, vilka alla kan ha varit tänkbara byten för rovdjuret. Den fick sitt namn eftersom dess ryggkotor skiljer sig åt från andra dinosauriers. Namnet kommer från de grekiska orden allos/αλλος, som betyder 'egendomlig' eller 'olik', samt saurus/σαυρος, som betyder 'ödla' eller 'reptil'. Släktet Allosaurus tillhörde familjen Allosauridae, den största familjen rovdjur innan tyrannosauriderna dök upp, och var således släkt med Giganotosaurus och Mapusaurus - två av de allra största köttätande landdjur vetenskapen känner till. Dessa levde dock i Sydamerika och Afrika senare än Allosaurus. Mer skrala fynd av mindre arter som liknar Allosaurus men som dateras till övre krita i Nordamerika och Australien antyder att dessa mångsidiga jägare kan ha överlevt massutdöendet i slutet av juraperioden för 144 miljoner år sedan. Fukuiraptor från övre krita i Japan har visat sig vara en allosaurid och kan vara samma djur som en australiensisk allosaurie. Samtida allosaurider var till exempel Yangchuanosaurus och den större, massiva Torvosaurus. Släkten tillhörande familjen allosaurider har hittats på alla kontinenter utom Antarktis.

## Beskrivning

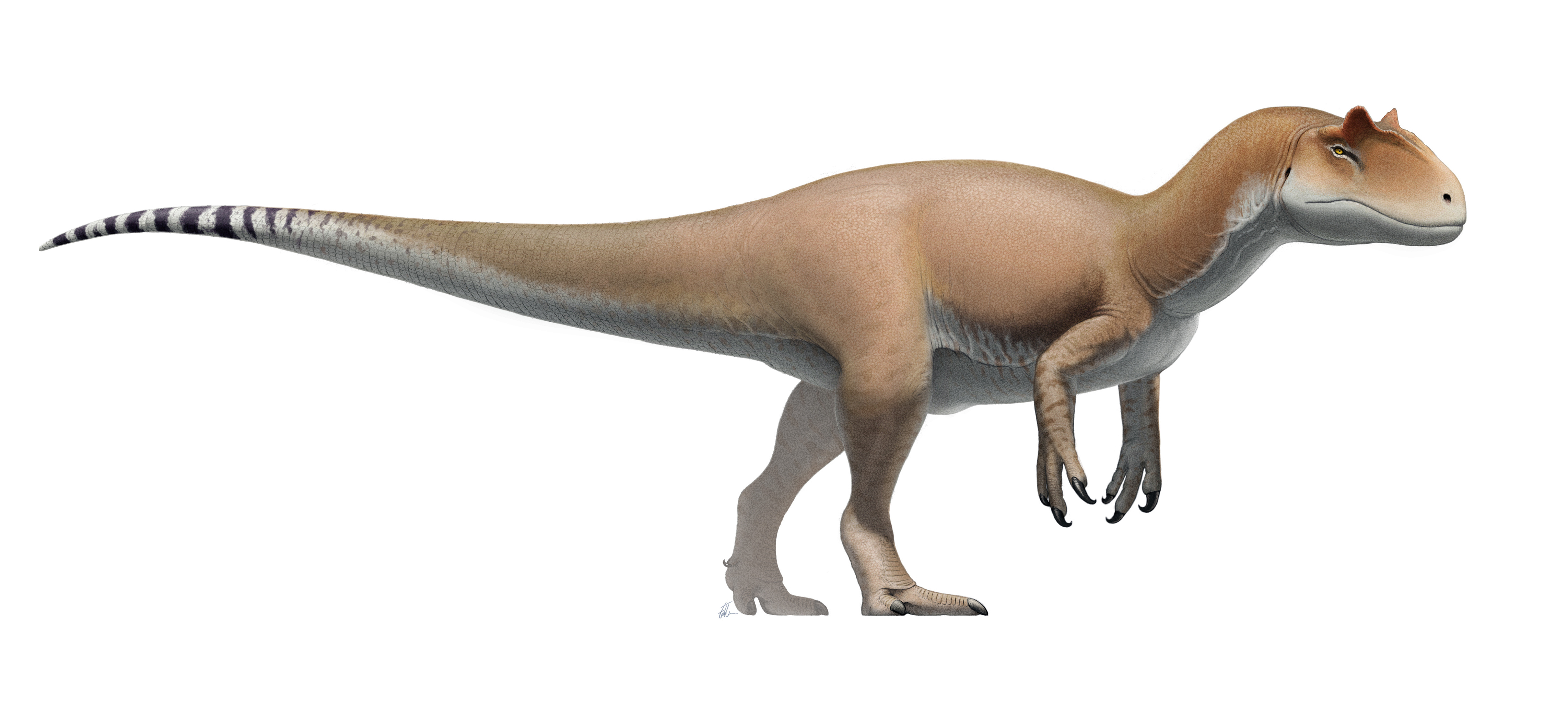
Rekonstruktion av Allosaurus fragilis.

Allosaurus var en typisk stor theropod som beräknas ha vägt mellan 2 och 5 ton. Det största exemplaret av släktet tillhör arten Allosaurus fragilis (exemplaret AMNH 680) och mäter 9,7 m i längd. Om man sammanfattar hela släktet mätte Allosaurus mellan 7 och 9 meter. Flera gigantiska exemplar har tillskrivits Allosaurus, men kan tillhöra andra släkten. Den nära släktingen Saurophaganax (OMNH 1708) blev hela 10,9 m lång och har ibland inkluderats i släktet Allosaurus som Allosaurus maximus, även om senare studier pekar på att den utgör ett eget släkte. Ett andra exemplar, som tillskrivits Epanterias (AMNH 5767), blev ännu längre, det vill säga 12,1 m lång. Epanterias kan dock ha tillhört Allosaurus eller Saurophaganax.

Storleksjämförelse mellan olika exemplar av Allosaurus samt den närbesläktade Epanterias.

Allosaurus hade ett massivt kranium som hölls uppe av en kort, kraftig, S-formad hals, en lång svans som balanserade upp den tunga framkroppen samt reducerade armar. Allosaurus mest särskiljande drag var ett par runda horn precis ovanför och framför ögonen. Fastän armarna var korta jämfört med benen var de ändå större och massivare än de hos tyrannosauriderna och bar stora, örn-lika klor. Kraniet är sammansatt av separata enheter, vilka kunde röras i förhållande till varandra och expanderas. Detta tillät att den kunde töja ut käkarna då den svalde stora bitar kött, ungefär som hos ormar. I munnen hade den långa, krökta, sågtandade tänder som lätt skar igenom muskler och senor. Allosaurus skelett skyltar, precis som andra theropoders, med fågel-lika drag, så som ett önskeben och ihåliga halskotor med luftsäckar. Det är inte otroligt att ett sådant stor djur skulle vara asätare. Det tär mindre på krafterna att äta redan döda djur än att jaga och nedlägga ett färskt byte.

## Fynd

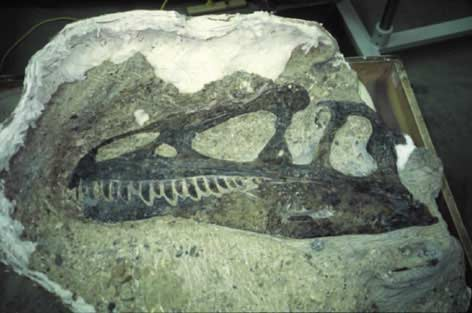
Allosaurie-kranium från Dinosaur National Monument som delvis fortfarande ligger inpackad i sin gipsvagga.

Allosaurus är den vanligaste theropoden i de väldiga trakterna i sydvästra USA som är kända som Morrison-formationen. Denna geologiska formation är full av klippor med dinosauriefossil. Rester av Allosaurus har påträffats i Montana, Wyoming, South Dakota, Colorado, Oklahoma, New Mexico och Utah i USA. Man har också gjort fynd i Portugal och eventuellt i Tanzania. Allosaurus delade jura-landskapet med flera andra theropoder, till exempel Ceratosaurus och Torvosaurus.
En berömd benbädd finns i Cleveland Lloyd Dinosaur Quarry i Utah. Den innehåller över 10 000 ben, mestadels av Allosaurus, blandat med rester av andra dinosaurier som Stegosaurus och Ceratosaurus. Det är fortfarande ett mysterium hur kvarlevorna efter så många djur kan hittas på en enda plats. Förhållandet mellan fossil efter carnivorer och fossil efter växtätare är normalt väldigt litet. Fynd som dessa kan förklaras med jakt i flockar, även om det är svårt att bevisa. Andra möjligheter kan vara att Cleveland Lloyd bildade en så kallad 'rovdjursfälla' liknande den i La Brea, vilken orsakade att ett stort antal rovdjur gick ned sig och för alltid fastnade i sedimenten.

### "Big Al"
En av de mest häpnadsväckande fynden var upptäckten av "Big Al" (Stora Al) år 1991 (MOR 593), ett 95% komplett, ungt exemplar som mätte 8 meter. Nitton ben var brutna eller visade tecken på infektion, vilket antagligen ledde till Big Als död. Den figurerade i "Balladen om Big Al", ett specialprogram i BBC's serie Dinosauriernas Tid. Fossilen grävdes upp nära Shell, Wyoming av Museum of the Rockies och University of Wyomings geologiska museum. Det var därför att skelettet var i så välbevarat skick som den fick namnet Big Al. Annars var individen liten jämfört med andra exemplar inom arten Allosaurus fragilis och kan därmed ha varit ett ungdjur. Exemplaret beskrevs av Breithaupt år 1996.
Skelettet upptäcktes först av en schweiziskt grupp som leddes av Kirby Siber. Samma grupp grävde senare upp en andra Allosaurus, "Big Al Two" (Stora Al två), vilket är det bäst bibehållna skelettet av sin sort idag.

## Klassificering och historia

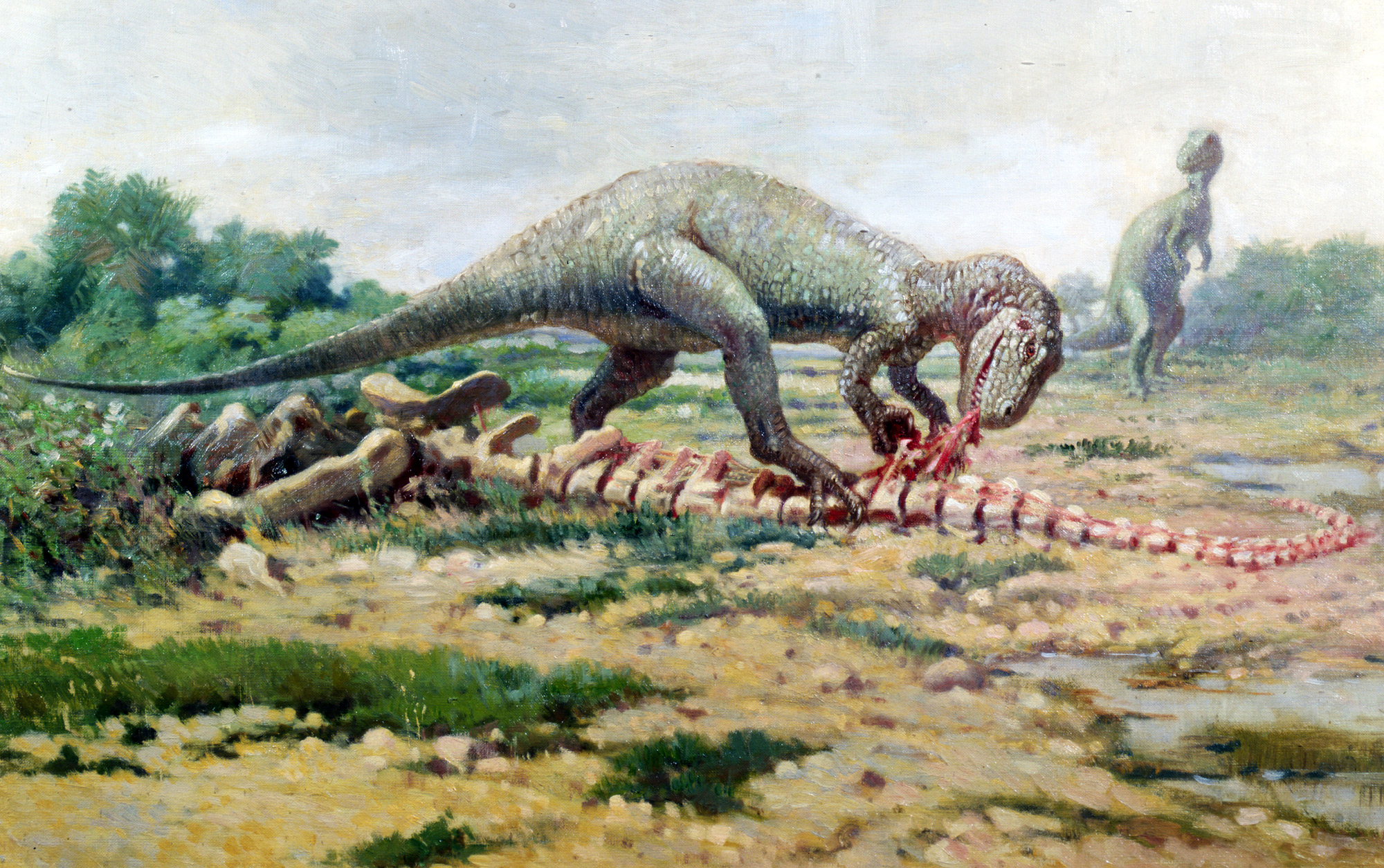
Förlegad bild av en allosaurie som äter, gjord av Charles R Knight år 1919 för National Geographic.

Det första allosauriefossil som beskrevs var en 'förstenad hästhov' som gavs till Ferdinand Vandeveer Hayden år 1869 av de infödda i Middle Park, nära Granby, Colorado. Det var faktiskt en svanskota som Joseph Leidy förslagsvis först döpte till Poekilopleuron och senare till ett nytt släkte, Antrodemus. Emellertid var det den inom paleontologin legendariske amerikanen Othniel Charles Marsh som gav det formella namnet Allosaurus fragilis till släkten och typen år 1877, baserat på mycket bättre material, inkluderat en fragmentarisk benstomme, från Garden Park, norr om Cañon City, Colorado.
Artens epitet fragilis är latin för 'bräcklig'. Detta hänvisar till drag så som luftsäckar hos kotorna som gör dem lättare och därmed också bräckligare.
Det är oklart hur många arter av Allosaurus som fanns. Materialet av exemplaret från Cleveland Lloyd Dinosaur Quarry är mycket mindre och lättare byggt än den stora och robusta allosaurien från Brigham Young Universitys Dry Mesa Quarry. En art av Allosaurus har beskrivits i Portugal, A. europaeus.

## Inom populärkultur
Tillsammans med Tyrannosaurus har Allosaurus kommit att representera de väsentliga carnivorerna i populärkulturen. Den är dessutom den officiella statsdinosaurien i Utah, i USA. Allosaurus har medverkat i följande filmer och böcker:
- Allosaurus är det högst stående rovdjuret i både Arthur Conan Doyles roman En försvunnen värld och filmatiseringen från 1925 (bör inte förväxlas med Tyrannosaurus).
- Allosaurus förekommer i kortfilmen The Animal World från år 1956.
- Giganternas kamp, film från 1966.
- The Valley of Gwangi ("Gwangis dal"). Gwangi var tekniskt sett menad att vara en Allosaurus, men Ray Harryhausen baserade sin modell av besten på Tyrannosaurus. Harryhausen förväxlar ofta de två släktena, vilket kan ses i en intervju på en DVD: "De var båda köttätare, de var båda tyranner... en var bara litet större än den andra.")
- Hjälten i Dinosaucers ("Astrodinosaurierna"), "Allo", är en antromorfisk Allosaurus.
- Fran Sinclair i TV-serien Dinosaurier nämns vara en Allosaurus i föreställningarna och på leksaksförpackningarna.
- En allosaurie med namnet Santo var huvudperson i en Reptilernas tid-serie, The Hunt ("Jakten"). Han ställdes emot en flock ceratosaurier, vilka tidigare hade dödat hans mor.
- Kalle i dagspresserien Kalle och Hobbe föreställer sig ofta som en allosaurie i hans dinosaurie-fantasier.
- Allosaurus figurerar i den andra och femte episoden av Dinosauriernas tid. Som den störste fienden till Diplodocus i den andra episoden skadar den huvudkaraktären, en hona, genom att bita henne i ryggen. En australiensisk dvärgart syns i den femte episoden som huvudfiende till Leaellynasaura, där den dödar och äter alfahonan i leaellynasaura-flocken.
- Dinosauriernas tid specialprogram Balladen om Big Al skildrar Big Als liv.
- Allosaurus framträder i When Dinosaurs Roamed America, där den dödar en Ceratosaurus och frossar på en skadad Apatosaurus.
- Allosaurus figurerar i TV-serien Land of the Lost ("De Förlorades Land") för barn åren 1974-1976.
- Allosaurus fanns dessutom med i Ray Bradburys film A Sound of Thunder från 2005.
- En intelligent Allosaurus är en av huvudpersonerna i TV-serien Project G.e.e.K.e.R. (Hemsida).
- I filmen Jurassic Park kan man se namnet Allosaurus på en behållare med färdiga embryon då Dennis Nedry (Wayne Knight) öppnar den för att stjäla flera av dem åt ett konkurrerande genetikföretag till ordförande Sir John Hammonds (Richard Attenborough) företag InGen. I filmerna Jurassic World: Fallen Kingdom och Jurassic World Dominion och TV-serien Jurassic World: Kaosteori förekommer levande exemplar av Allosaurus.[11]